# Caroline Weber

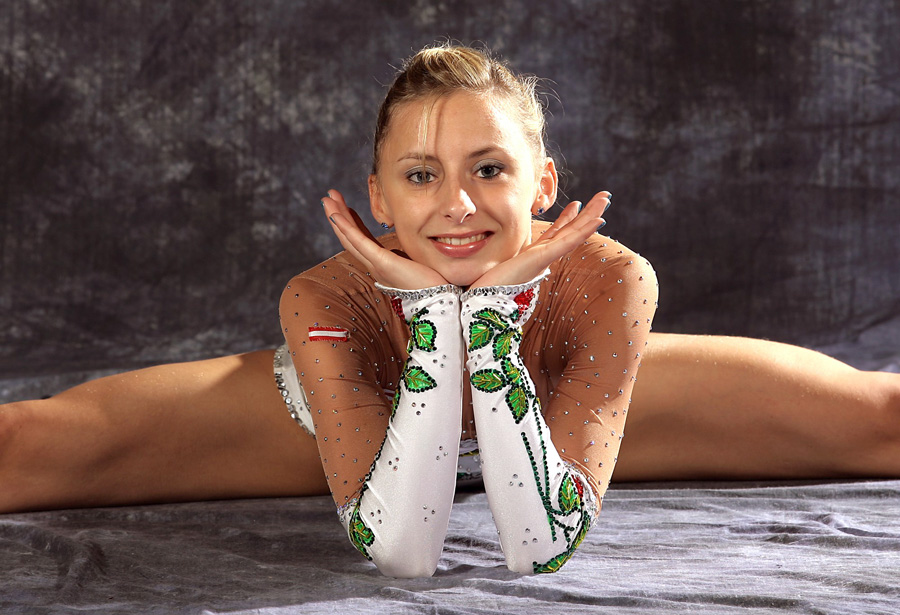
Caroline Weber wurde 2004, 2008 und 2009 zur Vorarlberger Sportlerin des Jahres gewählt.

Caroline Weber (* 31. Mai 1986 in Dornbirn) ist eine ehemalige österreichische Gymnastin. Sie qualifizierte sich zweimal für Olympische Spiele und erreichte bei der EM 2011 sowie der EM 2013 das Gerätefinale der besten acht. Sie ist die erfolgreichste Gymnastin in der Geschichte des Österreichischen Fachverbandes für Turnen. 

## Nationale Dominanz
Caroline Weber begann 1993 in der Turnerschaft Dornbirn mit der Rhythmischen Gymnastik. 1996 qualifizierte sie sich für den Vorarlberger Landeskader. Sie absolvierte das Sportgymnasium in Dornbirn und wurde 2006 als Profi-Sportlerin ins Heeressportzentrum des Österreichischen Bundesheers aufgenommen. Caroline Weber gewann insgesamt 55 Österreichische Staatsmeistertitel: den Mehrkampftitel und alle vier Handgeräte zehn Mal in Serie von 2003 bis 2012, weiters 1999, 2000, 2004 und 2007 Gold auch im Gruppen- sowie 2012 im Teambewerb. Drei Mal wurde Caroline Weber Vorarlberger Sportlerin des Jahres. Eine Fachjury der Redaktionen der Vorarlberger Nachrichten und des ORF hatte sie in Zusammenarbeit mit einer Prominentenauswahl in den Jahren 2004 und 2008 und 2009 als beste Sportlerin des Bundeslandes ausgezeichnet.

## Anschluss an die Weltspitze

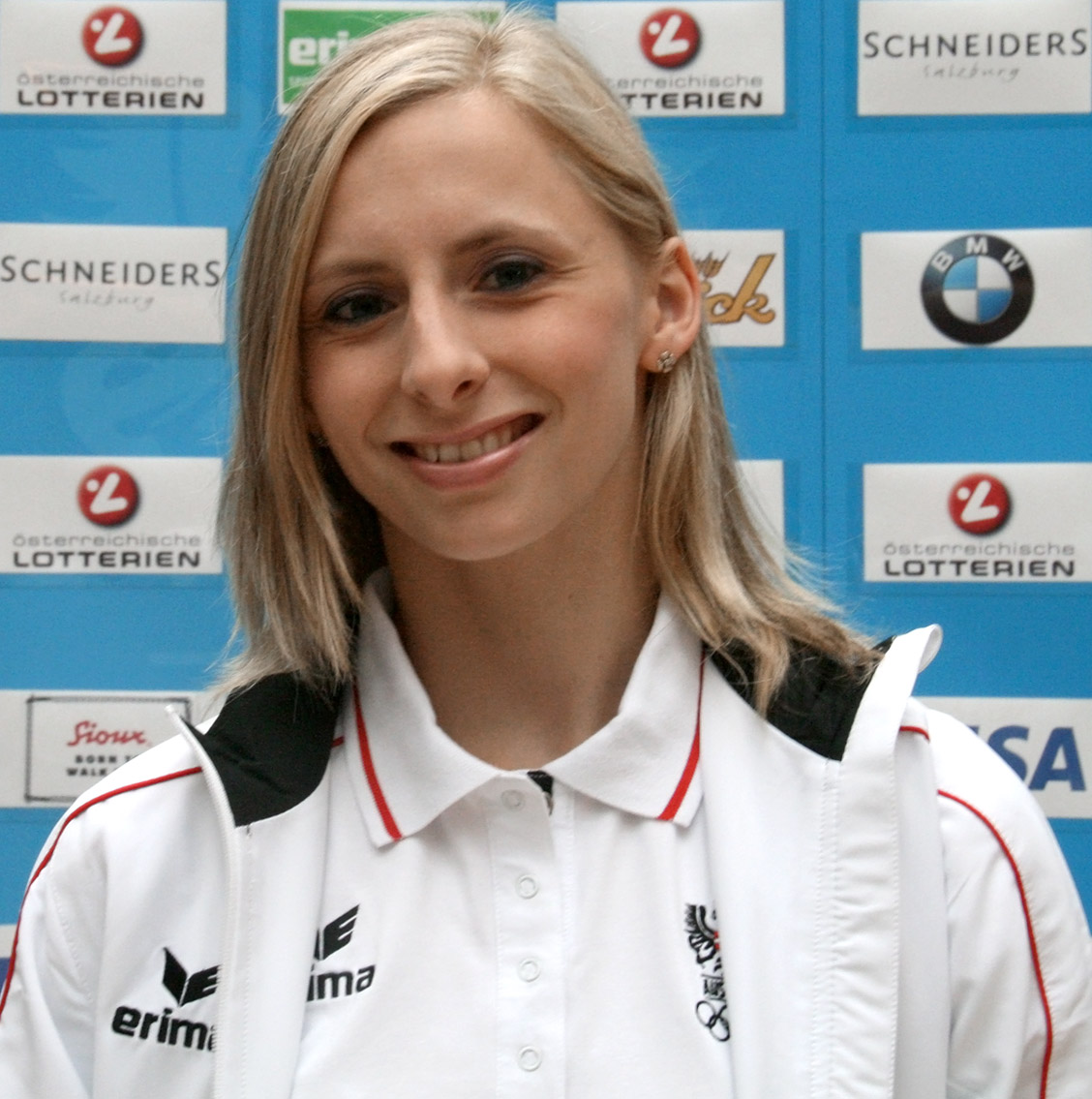
Caroline Weber (2012)

Im Oktober 2003 übernahm Lucia Egermann (früher Lucia Ivanova bzw. Gencheva) die Funktion der Landestrainerin in der Vorarlberger Turnerschaft, ein Jahr später wurde sie österreichische Nationaltrainerin. Für die Karriere von Caroline Weber sollte das Engagement von Egermann den entscheidenden Impuls bringen. Lucia Egermann war in ihrer Jugend in Bulgarien selbst Spitzengymnastin gewesen. Als Trainerin betreute sie 1996 die südkoreanische Nationalmannschaft, 1997 war sie Einzelnationaltrainerin in Ägypten. Es folgten Engagements in Japan, Argentinien und Kanada, bevor sie nach Österreich kam.

## Internationale Platzierungen

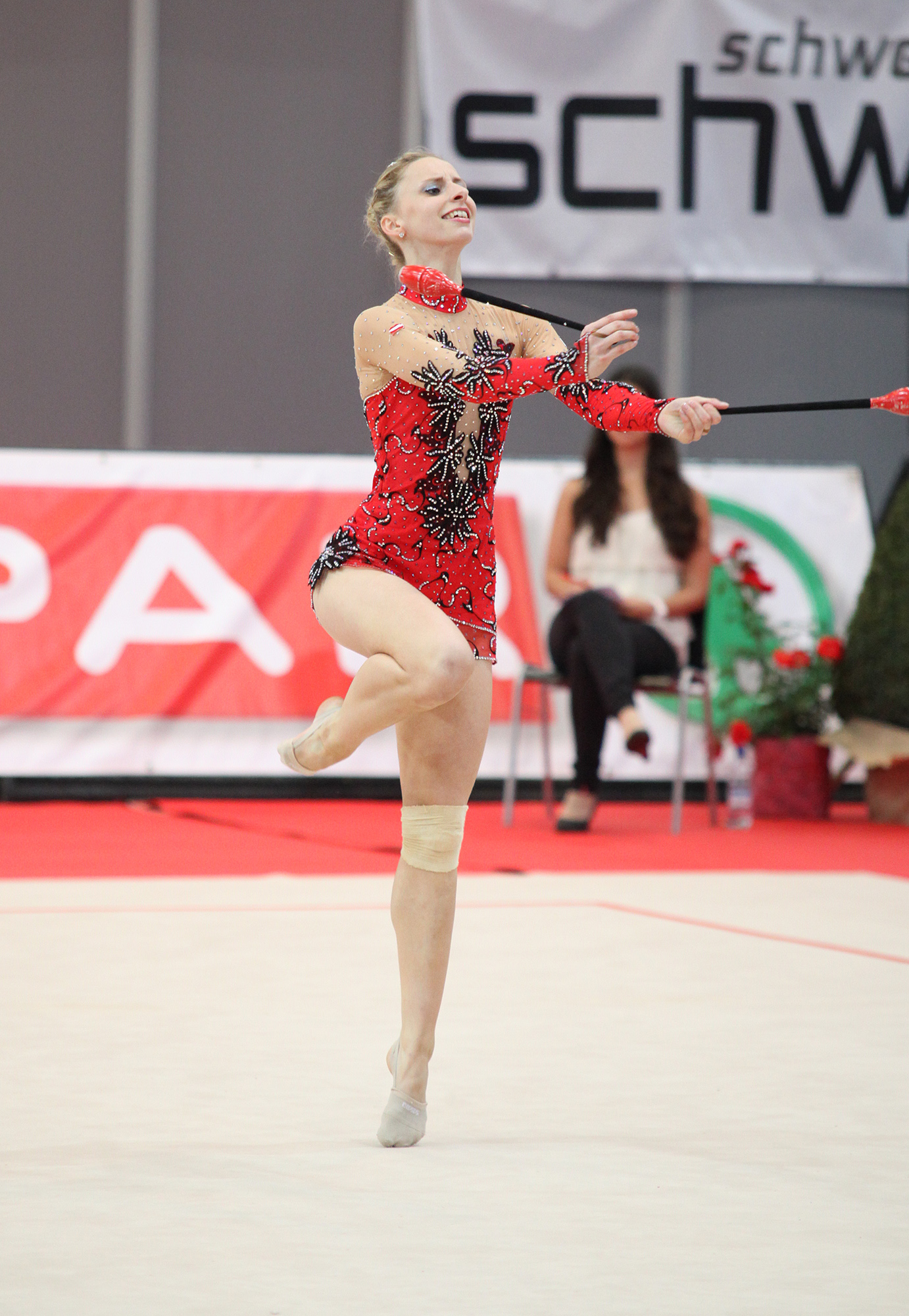
Caroline Weber beim Grand-Prix 2012 in Hard.

Betreut von Lucia Egermann qualifizierte sich Caroline Weber mit einer Serie konstanter Top-Leistungen im internationalen Spitzenfeld für Olympia 2008 in Peking. Sie erreichte somit ihr Karriereziel und war neben dem Fechter Roland Schlosser Vorarlbergs einzige Olympiateilnehmerin im Jahr 2008. Bei den Weltmeisterschaften 2011 in Montpellier erreichte sie im Mehrkampffinale Rang 15 und qualifizierte sich mit dieser Leistung für Olympia 2012. In der internationalen Szene galt Caroline Weber als eine der wenigen Gymnastinnen West- und Mitteleuropas, die zur Weltspitze gehören, denn die Rhythmische Gymnastik wird von den osteuropäischen Ländern dominiert.
In der internationalen Bilanz von Caroline Weber finden sich bis zu ihrem Karriere-Ende nach der EM 2013 in Wien elf EM-Teilnahmen, sieben WM-Starts sowie zahlreiche Top-Platzierungen in der Grand Prix-Serie. Die besten Ränge bei EM, WM, Grand Prix, Weltcup und Olympia sind in der Tabelle angeführt.
| Wettkampf           | Jahr, Austragungsort      | Platzierung, Disziplin                                         |
| ------------------- | ------------------------- | -------------------------------------------------------------- |
| Weltmeisterschaft   | 2007, Patras              | 14 (Mehrkampf)                                                 |
| Olympia             | 2008, Peking              | 17 (Mehrkampf)                                                 |
| Europameisterschaft | 2008, Turin               | 12 (Mehrkampf)                                                 |
| Weltcup             | 2009, Portimão            | 8 (Mehrkampf)                                                  |
| Weltcup             | 2009, Maribor             | 7 (Mehrkampf), 5 (Ball und Seil), 4 (Band und Reifen)          |
| Grand-Prix          | 2009, Burgas              | 3 (Reifen)                                                     |
| Europameisterschaft | 2009, Baku                | 10 (Reifen)                                                    |
| Weltmeisterschaft   | 2009, Mie/Japan           | 18 (Mehrkampf)                                                 |
| Weltcup             | 2010, Debrezen            | 7 (Band)                                                       |
| Weltcup             | 2010, Portimão            | 7 (Band)                                                       |
| Grand-Prix          | 2010, Thiais              | 5 (Mehrkampf), 5 (Band und Seil)                               |
| Weltcup             | 2010, St. Petersburg      | 8 (Mehrkampf), 6 (Band und Seil)                               |
| Europameisterschaft | 2010, Bremen              | 9 (Mehrkampf), 7 (Reifen)                                      |
| Grand-Prix          | 2010, Holon               | 5 (Band)                                                       |
| Grand-Prix          | 2010, Innsbruck           | 8 (Mehrkampf), 6 (Seil und Reifen)                             |
| Weltmeisterschaft   | 2010, Moskau              | 15 (Mehrkampf)                                                 |
| Weltcup             | 2011, Montreal            | 5 (Mehrkampf und Keulen), 4 (Ball und Reifen)                  |
| Grand-Prix          | 2011, Moskau              | 5 (Keulen), 6 (Ball und Band)                                  |
| Weltcup             | 2011, Pesaro              | 7 (Keulen), 8 (Reifen)                                         |
| Grand-Prix          | 2011, Thiais              | 6 (Reifen, Ball), 7 (Keulen)                                   |
| Europameisterschaft | 2011, Minsk               | 8 (Band-Finale)                                                |
| Weltmeisterschaft   | 2011, Montpellier         | 15 (Mehrkampf)                                                 |
| Grand-Prix-Finale   | 2011, Brünn               | 6 (Keulen-Finale), 7 (Mehrkampf und Band), 8 (Reifen und Ball) |
| Grand-Prix          | 2012, Hard                | 9 (Mehrkampf)                                                  |
| Olympia             | 2012, London              | 18 (Mehrkampf)                                                 |
| Grand-Prix          | 2013, Thiais              | 5 (Reifen, Band), 7 (Mehrkampf, Ball)                          |
| Europameisterschaft | 2013, Wien (Karriereende) | 8 (Mehrkampf), 8 (Keulen-Finale)                               |